# Шереметев двор

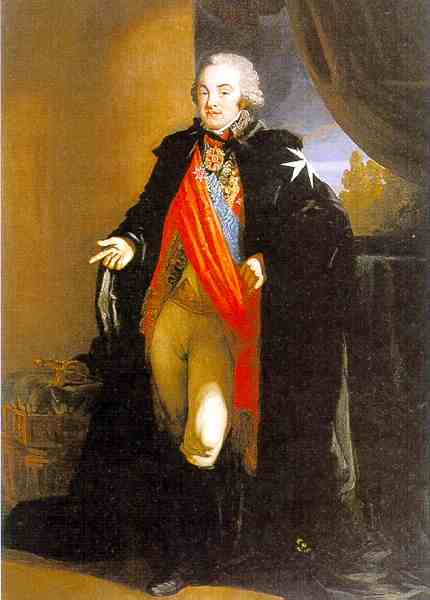
Граф Н. П. Шереметев в наряде мальтийского рыцаря

Шереметев двор — в XIX веке обширный земельный участок в центре Москвы, с северной стороны Воздвиженки, принадлежавший графу Н. П. Шереметеву и его наследникам из рода Шереметевых. По Шереметеву двору проходил Шереметевский переулок (с 1992 г. Романов).
В XVII—XVIII веках весь квартал назывался Романов двор. Это название объясняется тем, что в начале XVII века участок принадлежал боярам Романовым, родственникам правящей династии: вначале Ивану Никитичу, позже его сыну Никите Ивановичу.
После смерти последнего участок вернулся в царскую казну, а через четверть века пожалован тестю царя Кириллу Полуэктовичу Нарышкину. При его сыне Льве Кирилловиче был возведён усадебный храм Знамения, одна из первых и наиболее известных церквей в стиле нарышкинского барокко.
В первой половине XVIII века Нарышкиным, ближайшим родственникам царской семьи, принадлежали земли по обеим сторонам Воздвиженки. Усадьба Нарышкиных на другой стороне улицы была в 1874 г. перестроена под Московский главный архив, в советское время снесена, чтобы высвободить место для библиотеки имени Ленина.
В 1746 году одна из наследниц Нарышкиных, Екатерина Ивановна, сочеталась браком с графом Кириллом Разумовским, братом фаворита и, возможно, тайного мужа императрицы Елизаветы Петровны. Одна из богатейших наследниц России, она принесла в род Разумовских 44 тысячи крестьянских душ и усадьбу на северной стороне Воздвиженки. В конце XVIII века Разумовские застраивают участок в стиле классицизма. В 1780-е гг. строится усадебный дворец, обращённый фасадом на Воздвиженку. В 1790-е годы граф Алексей Кириллович строит дом на углу Воздвиженки и Романова переулка.
В 1799 году граф Алексей Разумовский продал весь участок своему шурину — графу Н. П. Шереметеву, который через год отпраздновал здесь свадьбу с крепостной актрисой Прасковьей Жемчуговой. В 1863 г. их сын Дмитрий передал старый дворец властям Москвы для размещения городской думы, а его сын Александр позднее застроил Шереметевский (бывший Романов) переулок доходными домами.
В 1918 году, после Октябрьской революции, граф С. Д. Шереметев передал «наугольный дом» новым властям. Старому графу и его семье было разрешено проживать в одной из коммунальных квартир, на которые был разделён особняк. Административные здания, выстроенные на территории Шереметева двора в советское время, нарушили единство застройки. Бывшее здание думы, к примеру, теперь вообще не просматривается со стороны Воздвиженки.
|                                                         |  |                                                        |  |                                                          |
| Бывшее здание городской думы (Воздвиженка, 6/2, стр. 3) |  | Церковь на Шереметевом дворе (Романов пер., 2, стр. 1) |  | Наугольный дом на Воздвиженке (Воздвиженка, 8/1, стр. 1) |

## Археологические находки
В 2025 году на территории Шереметева двора рядом с Церковью знамения в ходе археологических раскопок обнаружили уникальную печать времен Ивана III. Специалисты определили находку как первую великокняжескую печать, найденную в Москве, и последнюю из периода свинцовых (позднее они стали только восковыми). С одной стороны печати изображение святого Георгия Победоносца, с другой – надпись «Печать князя Великого Ивана Васильевича». Эта находка названа археологами самой ценной из трёх тысяч артефактов, обнаруженных за несколько лет в ходе работ на данном участке. Печать определена в коллекцию Музейного фонда РФ.